# One Piece (temporada 2)
Aquesta llista inclou la primera temporada de la sèrie de televisió d'anime One Piece, produïda per Toei Animation, dirigida per Kōnosuke Uda i basada en els dotze primers volums del manga del mateix nom d'Eiichirō Oda.
La segona temporada es titula Saga Banda Baroque (グランドライン突入 篇 Gurando Rain totsunyū hen?) i agrupa els episodis del 62 al 77. Té lloc a Futago Promontory, Whisky Peek i Little Garden i veu com la tripulació de Barret de Palla entra en contacte amb l’organització criminal Banda Baroque. Els 16 episodis es van emetre al Japó a Fuji TV del 21 de març al 19 d’agost del 2001.

## Episodis
| # | Nº en temporada | Títol en català | Data d'estrena al Japó | Data d'estrena a Catalunya |
| --- | --------------- | --- | ---------------------- | -------------------------- |
| 62 | 1               | El primer obstacle: la balena gegant Raboon Saisho no toride? Kyodai kujira Rabūn genru (最初の砦？巨大クジラ・ラブーン現る)                                       | 21 de març de 2001     | 30 de maig de 2006         |
| En Ruffy i la seva banda s'endinsen en la Grand Line, on els espera la boca d'una balena enorme que se'ls empassa a tots. Dintre de la balena, però, hi ha una illa molt misteriosa...                                                         |                 | |                        |                            |
| 63 | 2               | La promesa d'en Ruffy a la balena illa Otoko no yakusoku! Rufi to kujira saikai no chikai (男の約束！ルフィとクジラ再開の誓い)                                     | 21 de març de 2001     | 31 de maig de 2006         |
| Després que en Ruffy escoltés la història de Raboon, s'enfronta en un combat que queda sense finalitzar. Ruffy jura a la balena que tornarà per acabar la lluita, però amb la condició que ella no donés mai més cops contra la muntanya.      |                 | |                        |                            |
| 64 | 3               | Whisky Peak, la terra on els pirates són benvinguts Kaizoku kangei no machi? Uisukī Pīku jōriku (海賊歓迎の町？ウイスキーピーク上陸)                               | 15 d'abril de 2001     | 1 de juny de 2006          |
| En Ruffy i la seva banda descobreixen el motiu pel qual la balena se sent tan trista i, per posar-hi remei, en Ruffy li promet tornar per enfrontar-s'hi.                                                                                      |                 | |                        |                            |
| 65 | 4               | La força dels tres sabres d'en Zoro contra la banda Baroque Sakuretsu santōryū! Zoro VS Barokku Wākkusu! (炸裂三刀流！ゾロVSバロックワークス！)                    | 15 d'abril de 2001     | 2 de juny de 2006          |
| En Zoro descobreix la banda de caçapirates anomenada Banda Baroque i lluita contra ells perquè no puguin atrapar en Ruffy i els seus. |                 | |                        |                            |
| 66 | 5               | El duel inesperat entre el Ruffy i en Zoro Shinken shōbu! Rufi VS Zoro nazo no dai kettō! (真剣勝負！ルフィVSゾロ謎の大決闘！)                                     | 22 d'abril de 2001     | 5 de juny de 2006          |
| La Nami fa xantatge a en Zoro i aquest comença a defensar la reina Nefertari Vivi... Apareix en Ruffy molt enutjat i desafia a un duel a mort en Zoro, sense esperar que es justifiqui.                                                        |                 | |                        |                            |
| 67 | 6               | La fugida de la colla d'en Ruffy per salvar la reina Vivi Ōjo Bibi o todokero! Rufi kaizoku dan shukkō (王女ビビを届けろ！ルフィ海賊団出航)                        | 29 d'abril de 2001     | 6 de juny de 2006          |
| En Ruffy promet a la reina Vivi portar-la fins al seu poble, però abans s'han d'escapar de la Banda Baroque, que ha començat a arribar a l'illa del Cactus.                                                                                    |                 | |                        |                            |
| 68 | 7               | No et rendeixis, Koby! El gran esforç d'en Koby i en Helmeppo Ganbare Kobī! Kobimeppo kaigun funtōki (頑張れコビー！コビメッポ海軍奮闘記)                          | 13 de maig de 2001     | 7 de juny de 2006          |
| Reapareix en Koby, l'amic d'en Ruffy, que treballa a l'armada esperant que s'acompleixi el seu somni d'arribar a oficial. Haurà d'enfronar-se amb el malvat Morgan, el pare del seu amic, que intenta assassinar el seu fill.                  |                 | |                        |                            |
| 69 | 8               | La determinació d'en Koby i en Helmeppo i el sentiment paternal del vicealmirall Kobimeppo no ketsui! Gāpu chūjō no oyagokoro (コビメッポの決意！ガープ中将の親心) | 20 de maig de 2001     | 8 de juny de 2006          |
| En Koby i en Helmeppo demostren al vicealmirall Garp les ganes tremendes que tenen de fer realitat el seu somni i se sorprèn de la seva força de voluntat. Decideix entrenar-los amb els seus homes.                                           |                 | |                        |                            |
| 70 | 9               | L'ombra que plana sobre l'illa prehistòrica de Little Garden Taiko no shima! Ritoru Gāden ni hisomu kage! (太古の島！リトルガーデンに潜む影！)                     | 27 de maig de 2001     | 9 de juny de 2006          |
| En Ruffy i companyia arriben a Little Garden i es troben amb la sorpresa que en aquella illa es va parar el temps a l'època dels dinosaures, de manera que s'hauran d'enfrontar amb animals i bèsties gegants.                                 |                 | |                        |                            |
| 71 | 10              | El gran duel entre els gegants Dorry i Brogy Dekkai kettō! Kyohei Dorī to Burogī (でっかい決闘！巨人ドリーとブロギー)                                              | 3 de juny de 2001      | 12 de juny de 2006         |
| Arriben a l'illa de Little Garden i es troben amb dos gegants misteriosos que tenen una batalla pendent. En Ruffy, la Nami i l'Usopp intentaran esbrinar la raó del duel misteriós.                                                            |                 | |                        |                            |
| 72 | 11              | En Ruffy s'enfada! Joc brut al duel sagrat! Rufi okoru! Seinaru kettō ni hiretsu na wana (ルフィ怒る！聖なる決闘に卑劣な罠)                                        | 17 de juny de 2001     | 13 de juny de 2006         |
| En Ruffy, la Nami i l'Usopp veuen la lluita per l'honor. Algú està enganyant quests guerrers, i en Ruffy s'encarregarà de trobar el responsable.                                                                                               |                 | |                        |                            |
| 73 | 12              | En Brogy clama victòria. La batalla per Elbaf Burogī shōri no gōkyū! Erubafu no kecchaku (ブロキー勝利の号泣！エルバフの決着)                                      | 24 de juny de 2001     | 14 de juny de 2006         |
| Continua el duel entre els dos homes gegants... |                 | |                        |                            |
| 74 | 13              | L'espelma perillosa. Llàgrimes de pena i de ressentiment Akuma no kyandoru! Munen no namida to okari no namida (魔のキャンドル！無念の涙と怒りの涙)                | 15 de juliol de 2001   | 15 de juny de 2006         |
| Apareix un nou personatge amb poders; l'home espelma. En Ruffy i la seva banda estan a punt de morir a causa d'aquests sorprenents poders. |                 | |                        |                            |
| 75 | 14              | Els colors màgics de la paleta de colors ataquen en Ruffy Rufi o osō maryoku! Karāzu Torappu (ルフィを襲う魔力！カラーズトラップ)                                  | 12 d'agost de 2001     | 16 de juny de 2006         |
| En Ruffy és atacat per uns poders estranys que el converteixen en l'enemic dels seus amics. L'Usopp, la Nami i en Zoro es troben sols davant del perill.                                                                                       |                 | |                        |                            |
| 76 | 15              | El contraatac amb l'enginy de l'Ussop Iza hangeki! Usoppu no kiten to Kaenboshi! (いざ反撃！ウャプの機転と火炎星！)                                                | 19 d'agost de 2001     | 19 de juny de 2006         |
| Els companys d'en Ruffy han quedat completament encerats i ell no es decideix a ajudar-los. Només falten uns minuts perquè el cor els deixi de bategar. Llavors, l'Usopp té una genial idea...                                                 |                 | |                        |                            |
| 77 | 16              | Adeu a l'illa dels gegants, rumb a Alabasta Saraba kyojin no shima! Arabasuta o mezase (さらば巨人の島！アラバスタを目指せ)                                        | 19 d'agost de 2001     | 20 de juny de 2006         |
| Després d'haver passat el perill, es troben amb la sorpresa que en Dorry encara està viu. En Ruffy i els seus amics poden abandonar l'illa gràcies a l'astúcia d'en Sanji. Els gegants tenen una gran sorpresa d'agraïment per als seus amics. |                 | |                        |                            |

## Personatges
Personatges principals de la temporada 2
- Monkey D. Ruffy
- Roronoa Zoro
- Nami
- Usopp
- Sanji
- Nefertari Vivi
- Mr. 3
- Mr. 5
- Igaram
- Dori i Brogi